# 中沙䲗
中沙䲗（学名：Callionymus macclesfieldensis）为辐鳍鱼纲海龙鱼目䲗科䲗屬的鱼类。在中国，分布于南海等海域。该物种的模式产地在中沙群岛。栖息深度为77米至82米，体长可达5公分。